# 語彙
語彙（ごい）とは、ある特定の範囲（例えば、一つの文学作品や、一個人の発言記録など）において使われる単語の総体（「彙」は「集まり」の意味）。したがって、通例「語彙」を個々の語を示す表現として用いることはできない。たとえば、「あの人は語彙が豊富だ。」という文は容認できるが、「『もったいない』という語彙」と述べることには不自然さが伴う。語彙を体系的に記述研究する言語学の分野を語彙論という。

## 語彙の種類
基礎語彙
その言語の根幹部分をなす語の集まりを指す。使用頻度が高く、日常生活に必要不可欠で、子供でも知っており、他の言語にもそれに相当する語があり、長い歴史を通じて変化しにくいなどの条件を充たす語の集まりである。
一般に、「目」「手」「足」などの身体語、「父」「母」「娘」などの親族語、食べ物、動物、気象などに関する身近な名詞、ごく基本的な動詞や形容詞、数詞などが基礎語彙として扱われる。
「基礎語彙表」は言語学のいくつかの分野においても重要であり、各種の統計的評価の素材としてよく用いられる。
基本語彙
その語彙の中で中核的な部分を占める重要な語の集まりを指す。たとえば、新聞のスポーツ面での基本語彙としては「投手・打者・投球・スライダー・安打・本塁打…」などがあり得る。誰もが必ずしも日常的に使う語ではないが、対象となる文章・談話を理解するのに不可欠な語の集まりである。
理解語彙と使用語彙
「理解語彙」は、見聞きして意味がわかることばの集まりである。一方、「使用語彙」は、自分が使うことのできることばの集まりである。一般に、誰でも、理解語彙のほうが使用語彙よりも範囲が広い。いわゆる「読めるけど書けない」という漢字は、理解語彙（厳密には理解文字）に属することになる。また、学校で古典の文章を学んで読めるようになっても、自分でその語彙を用いて文章を書くことは少ない。古典の語彙のうち少なからぬ割合は、われわれにとって理解語彙ではあっても使用語彙ではないことになる。
基礎語彙と基本語彙とはしばしば混同されるが、上のように定義は異なる。もっとも、両者が大きく重なっている場合もある。英語学習で最初に必要な1500語 - 3000語ほどの語彙は、特定目的のために集めた語彙であるから「基本語彙」と考えられるが、そこには「hand, foot, say, eat, good, bad...」などの基礎語彙がほぼ含まれる。しかし、「apple, bike, Christmas...」などは、英語学習に欠かせない基本語彙ではあるものの、必ずしも基礎語彙とはいえない。

## 語彙の量
語彙の総量を「語彙量」という。満年齢で6歳になる子供の場合、理解語彙の総量は、およそ5000 - 6000語ほど。13歳では3万語前後。20歳ではおよそ4万5000 - 5万語ほどという調査結果が出ている。
小型の国語辞書に収載されている語彙量は、およそ6万 - 10万語程度である。
文学作品では、「源氏物語」の語彙量は、延べ語数で20万7808語、異なり語数で1万1423語と数えられている。なお、延べ語数とは、同じ語が複数あった場合、その出現回数だけ数えた数値。異なり語数とは、同じ語が何度出てきても1と数えた数値である。

## 語彙の変化
言語を構成する語彙の内訳は歴史的に変化する。ちょうど、会社を構成する社員が増減したり、入退社したり、上下関係が変化したりするのになぞらえることができる。
たとえば、トリーアによれば、ドイツ語で「知識」を表す語彙には、1200年には Kunst（貴族の知識）と List（庶民の知識）の2語があり、かつ、その2語と対立する Weisheit（精神的な知識）があった。それが、1300年には、Kunst（高邁な知識）・Wissen（技術的な知識）・Weisheit（宗教的な知識）の3語となり、List と Wissen が入れ替わったばかりでなく、相互の意味的関係も変化した。
日本語では、「彼方」を表す語彙として、かつては「かなた」「あなた」の2語が使い分けられたが、後に「あちら（あっち）」がこれに取って代わった。これも語彙の変化の例といえる。
語彙の変化という場合、上述のように、ある意味を表す語の顔ぶれや勢力範囲などの変容を指すのが普通であり、特定の語の意味・形態の変化について言うものではない。「うつくし」の意味が「可憐」から「美麗」に変わるような例は「語義変化」、「かきはらう」が「かっぱらう」に変わるような例は「語形変化」と称する。

### 語の交替
ある意味を表す1語が他の1語に置き換わる例は、しばしば観察される。本節では、これを語の交替と称する。たとえば、「心持ち」「気持ち」の2語を見ると、明治時代には「心持ち」が多用され「気持ち」の用例は少ないが、第二次世界大戦後は「気持ち」が多く使われ、若い人の間で「心持ち」は使われなくなった。明治時代から現代までの間に限っては、「心持ち」→「気持ち」の交替が起こったとみることができる。
日本語の場合、語の交替で典型的なのは、従来の和語・漢語が外来語に言い換えられる場合である。「逢い引き」は今日では「デート」の語にほぼ置き換わったといえよう。「襟巻き」「ぶどう酒」と「マフラー」「ワイン」なども、後者が前者に取って代わりつつある例である。
意図的な語の交替は、むしろ「言い換え」と称するのが適切である。中央省庁再編の際、「大蔵省」が組織変更のないまま「財務省」となったのは典型例である。
学術の分野でも、しばしば用語変更が行われる。江戸時代にオランダ語から訳された「窮理学」「舎密（せいみ）」は、幕末にそれぞれ「科学」「化学」と言い換えられた。現代でも、不適切な用語を言い換える場合（例、「蒙古症」→「ダウン症」）、定義と矛盾する用語を言い換える場合（例、「大和朝廷」→「ヤマト王権」）などがある。その一方で、「広汎性発達障害」という学術的に適切な語があるにもかかわらず、「自閉症」という誤解を招く表現が使われ続けているという例も存在する。また、「南朝鮮」のように、政治的に現在では意図的に使われなくなった語も存在する。
言語の自立性を保とうとする目的で、使用する外来語を制限したり、一度入った外来語を言い換える場合もある。江戸時代の国学者は、漢語を極力排除し、古来の大和言葉を主とした擬古文を記した。たとえば、本居宣長は、「漢籍」を「からぶみ」、「写本」を「写し本（マキ）」、「国学」を「皇国（みくに）のまなび」などと言い換えている（例はいずれも『玉勝間』による）。現代でも、国立国語研究所が2003年から2006年にかけて、一般になじみの薄い外来語を日本語に置き換える目的で「外来語」言い換え提案を行った例がある。
近年では、ポリティカルコレクトネスが盛んに提議され、「看護婦」→「看護師」など、より中立的な語に言い換えたり、放送上不適切と考えられる用語を禁止用語として自粛したりする例が増えている。このような議論の前提に「ことばが我々の思想に影響を及ぼす」という考え方があるとも指摘される。言い換えや使用自粛が行き過ぎた場合には、言葉狩りとして問題視されることもある。